# Bahnhof Rascheid
Der Bahnhof Rascheid war der Bahnhof der Gemeinde Rascheid in Rheinland-Pfalz und befand sich auf der Hunsrückquerbahn zwischen Hermeskeil und Langenlonsheim. Er lag allerdings 1,5 km von der namensgebenden Gemeinde entfernt, da dies aus topographischen Gründen nicht anders möglich war.

## Geschichte
Der Bahnhof wurde am 1. Oktober 1903 mit dem letzten Abschnitt der Hunsrückquerbahn zwischen Morbach und Hermeskeil errichtet. 1986 rollten die letzten Züge durch den Bahnhof. 1998 wurde die Strecke stillgelegt.

## Bahnhofsgebäude und Bahnhofsumfeld
Das Empfangsgebäude entspricht bautechnisch dem Baustil vieler ähnlicher kleiner Empfangsgebäude im Hunsrück. Ähnliche Bauwerke befinden sich in Buchholz, Emmelshausen, Alterkülz, Heddesheim und Hochscheid. Es ist als Fachwerkgebäude mit einem Rotsandstein-Quadermauerwerk, das bis zu den Fensterbänken des Obergeschosses hinaufreicht und teilweise verschiefert ist. Das hohe Zeltdach wird von einem Risalitgiebel aufgelockert und von tiefgezogenen Schleppgauben belebt.  Allerdings fehlt der Treppenhausanbau. Im Rascheider Bahnhofsgebäude befand sich eine Dienstwohnung. Heute ist der Bahnhof in Privatbesitz und steht unter Denkmalschutz.
1938 wurden die Gleisanlagen erweitert. Gleichzeitig wurde ein eingeschossiges Toilettenhaus angebaut und ein Stellwerk mit 26 Hebelplätzen eingerichtet, welches bis 1982 in Betrieb war. Das Stellwerk wurde 1953 auf zwei Weichenhebel zurückgebaut.
Das Überholgleis hatte eine Länge von über 400 m. Es wurde nach 1945 nicht verkürzt und war noch bis Ende der 1980er Jahre in voller Länge vorhanden. Bei der ersten Rückbauwelle 1961 wurde das Ladegleis abgebaut. Auffällig war die Kreuzungsweiche in Richtung Geisfeld. Zur Bahnhofsanlage gehörte ein Güterschuppen.
Früher befand sich nebst dem Bahnhof ein Hotel, das heute als Wohnhaus genutzt wird.
Die Gesamtkonzeption des Bahnhofs gilt als aufwendigste derartige Konzept im Hunsrück im Landkreis Trier-Saarburg.
Der Weg von Rascheid bis zum Bahnhof wurde nicht zeitgleich mit dem Bahnhof errichtet, weil sich der Landkreis zunächst weigerte, für dessen Errichtung aufzukommen, obwohl die Hälfte der Kosten von der Reichsregierung übernommen werden sollte. Züge hielten in Rascheid nur für aussteigende Fahrgäste. Nach der Sprengung des Geisfelder Viaduktes kurz vor Kriegsende war Rascheid zudem Endstation.
Heute befindet sich auf dem Bahnhofsgelände ein Wohnplatz, in dem 2018 drei Familien lebten. Eines der Gebäude ist ein Ferienhaus und kann gemietet werden.